# Sune Blomquist
Sune Blomquist, född 1919 i Njurunda, Västernorrland, död 1989, var en svensk konstnär.
Blomquist studerade vid Isaac Grünewalds målarskola 1944–1946. Separat debuterade han med en utställning i Sundsvall 1946. Han medverkade i samlingsutställningar i Sundsvall och i några grupputställningar i Stockholm. Hans konst består av lyriska landskap samt illustrationer för veckopressen. Sundsvalls museum visade 2011 en minnesutställning med Blomquists konst och intendenten Barbro Björk har sammanställt en liten skrift om Sune Blomquist.